# Tale Spinnin'
| Recensione       | Giudizio    |
| ---------------- | ----------- |
| AllMusic         | [ 2 ]       |
| Robert Christgau | B-          |
| Debaser          | [ 4 ]       |
| Sputnikmusic     | 3.7 (Great) |

Tale Spinnin' è il sesto album in studio del gruppo musicale statunitense Weather Report, pubblicato nel maggio del 1975.

## Tracce

### LP
Lato A
1. Man in the Green Shirt – 6:26 (Josef Zawinul)
2. Lusitanos – 7:17 (Wayne Shorter)
3. Between the Thighs – 9:30 (Josef Zawinul)

Lato B
1. Badia – 5:17 (Josef Zawinul)
2. Freezing Fire – 7:26 (Wayne Shorter)
3. Five Short Stories – 6:54 (Josef Zawinul)

## Musicisti
Man in the Green Shirt
- Josef Zawinul - melodica, pianoforte elettrico fender rhodes, tonto, ARP 2600
- Wayne Shorter - sassofono soprano
- Alphonso Johnson - basso elettrico
- Ndugu (Leon Chancler) - batteria, timpani
- Alyrio Lima - percussioni

Lusitanos
- Josef Zawinul - pianoforte acustico, tonto, ARP 2660, organo
- Wayne Shorter - sassofono soprano, sassofono tenore
- Alphonso Johnson - basso elettrico
- Ndugu - batteria, timpani, piatti orchestrali
- Alyrio Lima - percussioni

Between the Thighs
- Josef Zawinul - steel drums, pianoforte elettrico fender rhodes, tonto, ARP 2600
- Wayne Shorter - sassofono soprano
- Alphonso Johnson - basso elettrico
- Ndugu - batteria, timpani
- Alyrio Lima - percussioni

Badia
- Josef Zawinul - oud, melodica, muzthra, voce, xilofono, pianoforte acustico
- Alphonso Johnson - basso elettrico
- Ndugu - batteria
- Alyrio Lima - percussioni

Freezing Fire
- Josef Zawinul - pianoforte elettrico fender rhodes, ARP 2600, piatti
- Wayne Shorter - sassofono soprano
- Alphonso Johnson - basso elettrico
- Ndugu - batteria
- Alyrio Lima - percussioni

Five Short Stories
- Josef Zawinul - pianoforte acustico, organo, ARP 2600
- Wayne Shorter - sassofono tenore[7]

Note aggiuntive
- Josef Zawinul e Wayne Shorter - produttori, ingegneri del mixaggio
- Registrazioni effettuate al Wally Heider Studios di Los Angeles, California (Stati Uniti)
- Registrazioni aggiunte effettuate al The Music Room di Pasadena, California
- Bruce Botnick - ingegnere delle registrazioni e del mixaggio (per la Ears Ltd.)
- Teresa Alfieri e John Berg - design copertina album originale
- William D. King - foto ritratti copertina frontale album originale
- John Berg - foto interne copertina album originale[6]

## Classifica
Album
| Anno | Classifica             | Posizione raggiunta |
| ---- | ---------------------- | ------------------- |
| 1975 | Billboard 200          | 31                  |
| 1975 | Top R&B/Hip-Hop Albums | 12                  |